# Andrena gobi
Andrena gobi är en biart som beskrevs av Osamu Tadauchi och Xu 2002. Andrena gobi ingår i släktet sandbin, och familjen grävbin. Inga underarter finns listade i Catalogue of Life.